# Чухров, Фёдор Васильевич
Фёдор Васильевич Чухров (2 июля 1908 или 2 [15] июля 1908, Егорьевск, Рязанская губерния — 26 апреля 1988, Москва) — советский минералог и геохимик, доктор геолого-минералогических наук (1946), академик АН СССР (1970). Главный редактор многотомного справочника «Минералы», издававшегося с 1960 года.

## Биография
Родился 2 (15) июля 1908 года в Егорьевске (ныне Московская область) в семье рабочего текстильной фабрики.
По окончании средней школы, в 1926—1928 годах — рабочий на текстильной фабрике.
В 1928 году поступил на почвенно-геологическое отделение физико-математического факультета Московского университета, а в 1930 году перешёл в организованный на базе этого отделения и Московской горной академии — Московский геологоразведочный институт (МГРИ), который окончил в 1932 году.
В 1932—1933 годах работал в Государственном научно-исследовательском и проектном институте редкометаллической промышленности, в 1933—1936 годах преподавал на кафедре геологии и минералогии Московской сельскохозяйственной академии и одновременно занимался с аспирантами в МГРИ, а также вёл занятия по минералогии во Всесоюзном заочном институте технического образования, в Московском университете и других вузах Москвы.
В 1936—1955 годы работал в Институте геохимии, минералогии и кристаллографии имени М. В. Ломоносова АН СССР (с 1937 года — в составе ИГН АН СССР), с 1950 года — заместитель директора.
После реорганизации ИГН АН СССР — директор ИГЕМ АН СССР (с 1956).
Автор более 300 научных трудов (в том числе — в соавторстве)..
В 1970 году академик Чухров Ф.В так обозначил наиболее значимые результаты своей научной работы:
1. работы по коллоидам земной коры;
2. изучение зоны гипергенеза;
3. изучение минералогии керченских железных руд;
4. изучение минералогии марганцеворудных месторождений Джезказгано-Улутавского района в Казахстане;
5. изучение минералов первичных руд месторождений золота, меди, свинца и цинка;
6. открытие и характеристика месторождения родузита Кызыл-Борбас;
7. изучение минералогии редкометальных месторождений;
8. исследования, посвященные глинистым минералам;
9. минералы группы окислов железа;
10. изотопия серы;
11. вопросы океанического рудогенеза;
12. работы по общим вопросам минералогии (проблемы типоморфизма, проблемы однородности минералов, общие задачи минералогии);
13. Справочник «Минералы».

Жил в Москве на Новом шоссе, 23-а, улице Чкалова, 21/2, и улице Академика Петровского, 3.

Могила Чухрова

Скончался 25 апреля 1988 года в Москве. Похоронен на Кунцевском кладбище.

## Награды
- Сталинская премия третьей степени (1951) — за минералогические исследования
- орден «Знак Почёта» (1953)[5]
- орден Ленина (1963)
- два ордена Трудового Красного Знамени (1968)[6].
- медали[7]

## Членство в организациях
- 1953 — член КПСС.
- 1953 — член-корреспондент АН СССР, геохимия, Отделение геолого-географических наук (избран 23 октября 1953).
- 1963 — Председатель Московского Отделения Всесоюзного минералогического общества[8].
- 1970 — академик АН СССР, геология и геохимия, Отделение геологии, геофизики и геохимии (24 ноября 1970).

## Память
В честь Ф. В. Чухрова назван минерал чухровит из класса галогенидов, открытый в 1960 году. В архивах Российской академии наук имеются документы, относящиеся к Ф. В. Чухрову.
В Рудно-петрографическом музее Института геологии рудных месторождений, петрографии, минералогии и геохимии в 2014 году экспонировалась экспозиция «Мир минералов», посвящённая юбилею академика Чухрова Ф. В. В ней были представлены образцы из коллекции Ф. В. Чухрова, фотографии, а также редкие металлы, в том числе — чухровит.